# Camille Benjamin
Camille Benjamin (22 de junio de 1966) es una tenista profesional estadounidense retirada de la actividad.  
Benjamin jugó en torneos WTA de 1981 a 1994. No ganó ningún título en categoría mayores pero alcanzó las semifinales del Torneo de Roland Garros 1984, perdiendo ante Chris Evert.

## Finales de WTA

### Singles 2
| Leyenda     |   |
| Grand Slam  | 0 |
| WTA         | 0 |
| Tier I      | 0 |
| Tier II     | 0 |
| Tier III    | 0 |
| Tier IV & V | 0 |

| Resultado | No. | Fecha                    | Torneo                | Superficie | Oponente       | Marcador |
| Finalista | 1.  | 15 de septiembre de 1985 | Utah, Estados Unidos  | Dura (o)   | Stephanie Rehe | 2–6, 4–6 |
| Finalista | 2.  | 18 de octubre de 1987    | San Juan, Puerto Rico | Dura (o)   | Stephanie Rehe | 5–7, 6–7 |

### Dobles 3 (1–2)
| Legend            |   |
| Grand Slam        | 0 |
| WTA Championships | 0 |
| Tier I            | 0 |
| Tier II           | 0 |
| Tier III          | 0 |
| Tier IV & V       | 0 |

| Títulos por superficie |   |
| Dura                   | 1 |
| Arcilla                | 0 |
| Césped                 | 0 |
| Alfombra               | 0 |

| Resultado | No. | Fecha                    | Torneo                   | Superficie | Compañera           | Oponentes                          | Marcador      |
| Finalista | 1.  | 3 de febrero de 1985     | Florida, Estados Unidos  | Dura       | Bonnie Gadusek      | Kathy Jordan Elizabeth Smylie      | 2–6, 6–1, 0–6 |
| Ganadora  | 2.  | 28 de septiembre de 1986 | Oklahoma, Estados Unidos | Dura (o)   | Dianne Van Rensburg | Svetlana Cherneva Larisa Savchenko | 7–6, 7–5      |
| Finalista | 3.  | 27 de octubre de 1991    | San Juan, Puerto Rico    | Dura (o)   | Sabine Appelmans    | Rika Hiraki Florencia Labat        | 3–6, 3–6      |

## Títulos de ITF (1)

### Singles (1)
| No. | Fecha               | Lugar                       | Superficie | Oponente en la final | Marcador |
| 1.  | 20 de julio de 1987 | Schenectady, Estados Unidos | Dura       | Vicki Nelson-Dunbar  | 6-2, 6–3 |